# Abborrträsket (Gällivare socken, Lappland, 741362-171230)
Abborrträsket är en sjö i Gällivare kommun i Lappland och ingår i Råneälvens huvudavrinningsområde.